# خوليو بيريز سيلفا
خوليو بيريز سيلفا (بالإسبانية: Julio Pérez Silva) هو قاتل متسلسل تشيلي، ولد في 15 يوليو 1963 في Puchuncaví ‏ في تشيلي.